# Nicola I di Rostock
Nicola I di Rostock, noto anche con lo pseudonimo di il bambino (1262 circa – 25 novembre 1314), è stato un principe del Meclemburgo signore di Rostock.
Nicola era il figlio più giovane di Valdemaro di Rostock. I suoi fratelli maggiori (Enrico e Giovanni) morirono in giovane età per cui alla morte del padrte (1282), dopo un periodo di coreggenza con la madre Agnes, Nicola divenne signore di Rostock dal 1284.
Nicola tentò di sposarsi più volte. La prima volta fu fidanzato con Eufemia, la figlia del conte Günther di Lindow, ma il matrimonio venne impedito dalla chiesa per problemi di parentela. La seconda volta fu fidanzato con Margherita di Brandeburgo, figlia minore del margravio di Brandeburgo Alberto III, ma poi ruppe questo fidanzamento, per sposare nel 1299 Margareta figlia minore di Boghislao IV di Pomerania, da cui abbe una figlia: Elisabeth, che sposò il conte Christian von Delmenhorst.
La rottura del fidanzamento con Margherita di Brandeburgo fornì ai vicini di Nicola, Enrico II di Meclemburgo e Nicola II di Werle, il pretesto per allearsi con il Brandeburgo contro la signoria di Rostock. Per difendersi da questa aggressione Nicola I chiese aiuto al re danese Eric VI di Danimarca, che nel 1300 pose Rostock sotto il suo protettorato.
Enrico II di Meclemburgo, che non vedeva di buon occhio questa ingerenza danese in un territorio che considerava di sua pertinenza, mosse guerra al regno danese. Nel periodo dal 1311 al 1314 vi furono alterne vicende, favorite anche da sommosse interne della città di Rostock, in cui la città fu presa e ceduta più volte.
Il 25 novembre 1314 Nicola I morì senza lasciare eredi maschi lasciando la città sotto il controllo danese. Nicola fu sepolto nel presbiterio della chiesa del monastero domenicano di San Giovanni a Rostock. La sua lapide venne rinvenuta nei lavori di demolizione della chiesa effettuati nell'800.
Nel 1323 Enrico II intervenne conquistando la città di Rostock e nella pace firmata successivamente con il re danese Cristoforo, che aveva sostituito Eric VI morto nel 1319, ottenne come feudi Rostock, Gnoien e Schwaan, mettendo così fine alla Signoria di Rostock i cui territori rientrarono nel Meclemburgo.